# Jaunolaine (przystanek kolejowy)
Jaunolaine – przystanek kolejowy w Jaunolaine, w gminie Olaine, na Łotwie. Znajduje się na linii Ryga – Jełgawa.

## Linie kolejowe
- Ryga – Jełgawa